# Nëgus"jach
Il Nëgus"jach (in russo Нёгусъях?) è un fiume della Russia siberiana occidentale, affluente di destra del Bol'šoj Jugan (bacino idrografico dell'Ob'). Scorre nel Surgutskij rajon del Circondario autonomo degli Chanty-Mansi-Jugra.
Il fiume ha origine nella regione del Vasjugan'e e si trova per la maggior parte del suo corso all'interno della Riserva «Juganskij» (Юганский заповедник). Scorre in direzione prevalentemente settentrionale e sfocia nel Bol'šoj Jugan a 191 km dalla foce. La lunghezza del fiume è di 298 km, il bacino imbrifero è di 3 100 km². La vegetazione è rappresentata da foreste di conifere scure della taiga centrale.
Prima della costituzione della riserva, diverse famiglie Chanty vivevano sul fiume. 